# Округ Бурбон (Кентаки)
Округ Бурбон (енгл. Bourbon County) је округ у америчкој савезној држави Кентаки.

## Демографија
По попису из 2010. године број становника је 19.985, што је 625 (3,2%) становника више него 2000. године.
| Група             | 2000.          | 2010.          |
| Белци             | 17.285 (89,3%) | 17.027 (85,2%) |
| Афроамериканци    | 1.343 (6,9%)   | 1.198 (6,0%)   |
| Азијати           | 27 (0,1%)      | 64 (0,3%)      |
| Хиспаноамериканци | 503 (2,6%)     | 1.368 (6,8%)   |
| Укупно            | 19.360         | 19.985         |